# István Kristóf
István Kristóf (* 14. August 1912 in Kaposvár, Komitat Somogy; † 17. Juli 1979 in Budapest) war ein ungarischer Politiker der Ungarischen Sozialistischen Arbeiterpartei MSZMP (Magyar Szocialista Munkáspárt), der unter anderem zwischen 1956 und 1961 Sekretär des kollektiven Staatspräsidiums war.

## Leben
Kristóf besuchte sieben Jahre eine Grundschule und arbeitete im Anschluss als Schuhmachergeselle. 1927 trat er der Gewerkschaft der Lederarbeiter BMSZ (Bőripari Munkások Szövetsége) sowie 1934 der damals verbotenen Ungarischen Kommunistischen Partei MKP (Magyar Kommunista Párt). 1940 wurde er Vizepräsident der BMSZ in Budapest und während des Zweiten Weltkrieges zum Militärdienst eingezogen. 1942 wurde er wegen kommunistischer Aktivitäten innerhalb der Streitkräfte verhaftet. Nachdem ihm 1944 die Flucht gelungen war, lebte er bis zum Ende des Krieges im Untergrund.
Nach Kriegsende war Kristóf zunächst Sekretär und anschließend zwischen 1947 und 1949 Generalsekretär der Gewerkschaft der Lederarbeiter. Am 15. Mai 1949 wurde er auch als Kandidat auf der gemeinsamen Liste der Ungarischen Unabhängigen Volksfront MFN (Magyar Függetlenségi Népfront) und der Patriotischen Volksfront HNF (Hazafias Népfront) zum Abgeordneten in das Ungarische Parlament (Országgyűlés) gewählt, dem er bis zum 10. Februar 1971 angehörte. 1949 wechselte er in die aus dem Zusammenschluss zwischen MKP und Sozialdemokratischer Partei Ungarns MSZDP (Magyarországi Szociáldemokrata Párt) am 12. Juni 1948 hervorgegangenen Partei der Ungarischen Werktätigen MDP (Magyar Dolgozók Pártja) und war dort zunächst zwischen dem 19. April und dem 31. Mai 1950 Leiter der ZK-Abteilung für Partei- und Massenorganisationen. Zudem wurde er am 31. Mai 1951 Kandidat des ZK und gehörte anschließend vom 1. März 1951 bis zum 30. Mai 1954 dem ZK der MDP als Mitglied an. Zugleich war er zwischen März 1951 und Juni 1953 Mitglied des Sekretariats des ZK sowie zwischen April 1951 und Januar 1952 abermals Leiter der ZK-Abteilung für Partei- und Massenorganisationen.
Am 1. März 1951 wurde Kristóf zunächst Kandidat und danach am 22. Mai 1951 Mitglied des Politbüros des MDP, dem er bis zum 30. Mai 1954 angehörte. Zugleich wurde er im Januar 1952 anfangs Generalsekretär sowie daraufhin im Februar 1953 Präsident des Nationalrates des Gewerkschaftsverbandes SZOT (Szakszervezetek Országos Tanácsa). Ferner war er zwischen Mai 1952 und Februar 1956 Mitglied des kollektiven Staatspräsidiums (Népköztársaság Elnöki Tanácsa). Im Anschluss fungierte er von Mai 1954 bis Oktober 1956 als Vorsitzender der Zentralen Revisionskommission der MDP (Központi Revíziós Bizottságának). Im Februar 1956 wurde er Nachfolger von Iván Darabos als Sekretär des Staatspräsidiums und bekleidete dieses Amt bis zu seiner Ablösung durch Károly Kiss im Oktober 1961. Im Anschluss gehörte er zwischen Oktober 1961 und März 1963 abermals dem Staatspräsidium als Mitglied an. Daraufhin fungierte er von 1963 bis 1968 zuerst als Generalsekretär sowie im Anschluss bis zu seinem Tode 1979 als Präsident der Ungarisch-Sowjetischen Freundschaftsgesellschaft MSZBT (Magyar–Szovjet Baráti Társaság).